# Campeonato Europeo de Baloncesto Masculino de 1935
Según los registros históricos, el primer campeonato europeo de baloncesto, comúnmente llamado "Eurobasket", se celebró en el año 1935. Fue el primer campeonato regional europeo organizado por la FIBA como un evento de prueba que precedía al primer torneo de baloncesto en los Juegos Olímpicos de 1936. Diez equipos nacionales afiliados a la Federación del Baloncesto Internacional (FIBA) tomaron parte en la competición. El torneo tuvo lugar en Ginebra (Suiza), durante cuatro días, del 2 al 5 de mayo de 1935. La final, disputada entre las selecciones de Letonia y España, se jugó al aire libre, siendo la victoria para Letonia con un resultado de 24-18. La proclamación de mejor jugador del torneo fue para el español Rafael Martín.

## Clasificación final
| Posición | Equipo                                          | J | G | P | T+  | T-  | DT  |
| -------- | ----------------------------------------------- | - | - | - | --- | --- | --- |
| 1        | Letonia (Latvijas Republika)                    | 3 | 3 | 0 | 98  | 49  | +49 |
| 2        | España (República española)                     | 3 | 2 | 1 | 64  | 58  | +6  |
| 3        | Checoslovaquia (Československo)                 | 3 | 2 | 1 | 65  | 65  | 0   |
| 4        | Suiza (Schweizerische Eidgenossenschaft)        | 4 | 2 | 2 | 111 | 79  | +32 |
| 5        | Francia (République française)                  | 4 | 3 | 1 | 165 | 103 | +62 |
| 6        | Bélgica (Koninkrijk België/Royaume de Belgique) | 3 | 1 | 2 | 76  | 85  | -9  |
| 7        | Italia (Regno d'Italia)                         | 4 | 2 | 2 | 121 | 101 | +20 |
| 8        | Bulgaria (Република България)                   | 4 | 1 | 3 | 78  | 125 | -47 |
| 9        | Hungría (Magyar Köztársaság)                    | 3 | 1 | 2 | 55  | 85  | -30 |
| 10       | Rumania (România)                               | 3 | 0 | 3 | 49  | 132 | -83 |

Leyenda: J:partidos jugados, G:ganados, P:perdidos, T+:puntos anotados, T-:Puntos recibidos, DT:diferencia de puntos

## Partido de clasificación
Antes de que el torneo comenzara, fue disputado un partido entre España y Portugal para decidir quien iba al campeonato. El partido fue celebrado en Madrid y fue arbitrado por el entrenador español Mariano Manent. España ganó 33 - 12.

## Resultados

### Ronda preliminar (2-5-1935)
Participaron diez equipos. La ronda preliminar se jugaba a partido único. Los cinco perdedores pasaban a la ronda de clasificación del quinto al décimo puesto. Tres de los cinco ganadores pasaban a la semifinal inmediatamente, mientras que los otros dos ganadores debían disputar un partido adicional para dilucidar el cuarto semifinalista. Estos dos fueron Italia y Suiza, que tuvieron que disputar el sexto partido de la ronda preliminar. El ganador pasaba a cuartos de final y el perdedor pasaba a la ronda de clasificación.
| España               | 25 - 17 | Bélgica  |
| Letonia              | 46 - 12 | Hungría  |
| Checoslovaquia       | 23 - 21 | Francia  |
| Italia               | 42 - 23 | Bulgaria |
| Suiza                | 42 - 9  | Rumania  |
| partido de desempate |         |          |
| Suiza                | 27 - 17 | Italia   |

### Ronda de clasificación
La ronda de clasificación la disputaron los cinco equipos perdedores de la ronda preliminar, para determinar en qué puesto quedaba cada uno del 5.º al 10.º.
Italia y Bulgaria pasaron directamente a la segunda ronda para disputar su puesto en la clasificación del 5.º a 8.º.
- Primera ronda (3-5-1935): disputada por cuatro equipos, los dos ganadores pasarían a disputarse la clasificación del 5.º al 8.º, mientras que los perdedores el 9.º y 10.º puesto.

| Bulgaria | 22 - 19 | Hungría |
| Francia  | 66 - 23 | Rumania |

- Segunda ronda (4-5-1935): disputada por cuatro equipos, los dos ganadores pasarían a disputarse el 5.º y 6.º puestos; los perdedores, el 7.º y 8.º.

| Bélgica | 29 - 11 | Bulgaria |
| Francia | 29 - 27 | Italia   |

#### Finales de clasificación (5-5-1935)
- Clasificación 9.º y 10.º: el ganador recibía el 9.º puesto y el perdedor el 10.º.

| Hungría | 24 - 17 | Rumania |

- Clasificación 7.º u 8.º: el ganador recibía el 7.º puesto y el perdedor el 8.º.

| Italia | 35 - 22 | Bulgaria |

- Clasificación 5.º y 6.º: el ganador recibía el 5.º puesto y el perdedor el 6.º.

| Francia | 49 - 30 | Bélgica |

### Semifinal y final
- Semifinales (3-5-1935): disputada por los cuatro equipos que ganaron la ronda de clasificación. Los ganadores pasaban a la final, con los perdedores jugarían un partido para decidir quién se quedaba con el 3..º y 4.º puesto.

| Letonia | 28 - 19 | Suiza          |
| España  | 21 - 17 | Checoslovaquia |

Finales (4-5-1935): los ganadores de la semifinal se disputarían el 1..º y 2.º puesto, mientras que los perdedores jugaban por decidir el 3..º y el 4.º.
- 3.º y el 4.º puesto:

| Checoslovaquia | 25 - 23 | Suiza |

- Partido de campeonato 1.º y 2.º puesto:

| Letonia | 24 - 18 | España |

## Equipos
Letonia (Latvijas Republika)
- Entrenador: Valdemārs Baumanis.
- Jugadores: Eduards Andersons, Aleksejs Anufrejevs, Mārtiņš Grundmanis, Herberts Gubiņš, Rūdolfs Jurciņš, Jānis Lidmanis, Džems Raudziņš, Visvaldis Melderis, Edgars Rūja.

 España (República española)
- Entrenador: Mariano Manent.
- Jugadores: Emilio Alonso Arbeleche, Pedro Alonso Arbeleche, Juan Carbonell, Rafael Martín, Armando Maunier, Fernando Muscat, Cayetano Ortega, Rafael Ruano.

 Checoslovaquia (Československo)
- Entrenador:
- Jugadores: Jiří Ctyroki, Jan Feřtek, Josef Franc, Josef Klíma, Josef Moc, František Picek, Václav Voves.

 Francia (République française)
- Entrenador: Marius Orial.
- Jugadores: Pierre Boël, Robert Cohu, Étienne Roland, Raoul Gouga, Henri Hell, Charles Hemmerlin, Francis Rudler, Jacques Flouret.

 Bélgica (Koninkrijk België)
- Entrenador:
- Jugadores: René Demanck, Émile Laermans, Pierre van Basselaere, Gustave Vereecken, Robert Brouwer, Gaston de Houwer, Louis Levaux.

 Italia (Regno d'Italia)
- Entrenador:
- Jugadores: Livio Franceschini, Egidio Premiani, Sergio Paganella, Bruno Caracol, Emilio Giassetti, Giancarlo Marinelli, Gino Basso, Ezio Varisco.

 Bulgaria (Република България)
- Entrenador/Jugador: Krum Konstantinov.
- Jugadores: Pinkas, Krum Konstantinov, Etropolski, Rogachev, Tsankov, Kevorkjan, Khaimov.

 Hungría (Magyar Köztársaság)
- Entrenador: István Király.
- Jugadores: Zoltán Csányi, Ferenc Kolozs, Emil Kozma, Tibor Lehel, Sándor Lelkes, Sándor Nagy, László Rózsa, István Szamosi, Zoltán Szunyogh, Ferenc Velkei.

 Rumania (România)
- Entrenador: C. O. Lecca.
- Jugadores: E. Dumitrescu, C. Riegler, Bălteaun, Samy Grünstein, Nicu Grozăvescu, Nae Alexandrescu, M. Bercuș, O. Belitoreanu.